# Francis Balle
Pour les articles homonymes, voir Balle.
Francis Balle est un sociologue français et universitaire spécialiste des médias né le 15 juin 1939.
Il est professeur émérite de science politique à l’Université de Paris II Panthéon-Assas.

## Biographie
Francis Balle est docteur d'État ès lettres et diplômé de l'Institut d'études politiques de Paris. Il commence sa carrière dans l’éducation comme professeur de philosophie au lycée français d’Oran en 1963, puis comme maître-assistant à la faculté d’Alger dès 1965. En 1967, il devient l'assistant de Raymond Aron puis maître‑assistant à la Sorbonne où, en 1972, il donne le premier cours en France de licence sur les médias à l'Université Panthéon-Assas.
En 1976, il est nommé directeur de l’Institut français de presse (IFP), puis, en 1986, vice-chancelier des universités de Paris. De 1989 à 1993, il est membre du Conseil supérieur de l'audiovisuel, chargé des nouvelles normes et technologies.
Il est nommé en août 2004 membre du Conseil d’administration de la société Radio France.
Pendant sa carrière, il a créé, en 1985, le Master de recherche Médias, sociétés et mondialisation (ex. DEA Médias et Multimédias) et, en 1999, le Master professionnel Communication et Multimédia (ex. DESS Communication et Multimédia). Il y dirige l'Institut de Recherches et d'Études sur la Communication (IREC).
En avril 2007, il est promu Commandeur de la Légion d'honneur.

## Prises de positions sur l'audiovisuel français
Dans son ouvrage « Médias et Société » paru en septembre 2024, écrit avec le professeur Alexandre Joux, co-directeur de l'IMSIC, le professeur émérite et ancien membre du CSA, Francis Balle, met en avant le fait que les groupes audiovisuels français « souffrent d’un trop grand émiettement » et qu’ils doivent « profiter de la révolution numérique pour procéder à des regroupements ». Ils ajoutent que la réglementation française devrait évoluer et « se donner pour objectif la puissance des acteurs nationaux dans un univers, celui des médias, de plus en plus global ».
Dans une interview donnée à RCF en novembre 2024, Francis Balle considère que la France est devenue une "colonie" des GAFAN. Pour faire face aux plateformes américaines il considère qu'“il aurait fallu au départ se concentrer, au nom de la concurrence, et donc par conséquent de l'intérêt des usagers.” Selon l'universitaire, la concentration des médias aurait donné une place pour la France dans la concurrence mondiale pour la diffusion et la production de contenus. En ce sens il dit préférer “ avoir trois ou quatre grands champions qui sont puissants, chacun, qu'une multitude de canards boiteux. “

## Ouvrages
- Lexique Information-Communication (sous la direction de) Dalloz, 2006
- Médias et Sociétés - Édition-Presse-Cinéma-Radio-Télévision-Internet - Montchrestien - 15e éd. - 2011  (ISBN 2-70-761702-4)
- Les médias (PUF, Que sais-je ?, 5e ed. 2010)
- Dictionnaire du web avec Laurent Cohen-Tanugi (Dalloz, 2001)  (ISBN 2-247-04418-2)
- La convergence de l'audiovisuel, de l'informatique et des télécommunications : mythes et réalités (Clés pour le siècle, Dalloz, 2000)
- Les médias (coll. « Dominos », Flammarion, 2000)  (ISBN 2-13-055539-X)
- Dictionnaire des médias (dir., Larousse, 1998)
- La politique audiovisuelle extérieure de la France, Rapport officiel pour le Ministère des affaires étrangères (1996)
- Les nouveaux médias avec Gérard Eymery (PUF, Que sais-je ?, 1996)  (ISBN 2-13-047941-3)
- Le Mandarin et le marchand : le juste pouvoir des médias (Flammarion,  (ISBN 2-08-067020-4)
- Et si la presse n'existait pas (Lattes, 1987)
- Médias et sociétés 19e édition (LGDJ, 2024) (ISBN 978-2-275-14258-6)

## Revue
Depuis décembre 2006, La revue européenne des médias et du numérique, dont Françoise Laugée est la rédactrice en chef, est conçue et réalisée par l'Institut de recherche et d'études sur la communication (IREC), dirigé par Francis Balle.
La revue s'articule en trois parties, 
- "Un trimestre en Europe" : Les événements les plus marquants ou les plus significatifs advenus au cours du trimestre écoulé dans l’un ou l’autre des pays membres de l’Union européenne ou du Conseil de l’Europe. Ces événements décrits et analysés sont classés en fonction de leur domaine d’élection : le droit, les techniques, l’économie et les usages.
- "Repères et tendances" : Les faits et les événements advenus ailleurs, au-delà des frontières de l’Europe ; la vie des acteurs globaux, dès lors qu’elle marque de son empreinte les médias en Europe ; les mots, les expressions ou les chiffres à retenir, puisqu’ils illustrent les évolutions ou les bouleversements dans le monde des médias ; au même titre que certains travaux d’observation ou d’analyse accessibles en ligne. Ces quatre rubriques ont en commun d’éclairer et d’illustrer l’actualité des médias en Europe. Certains faits, apparemment insignifiants, ne manquent pas parfois d’être annonciateurs de changements particulièrement notables.
- "Articles &Chroniques" : A propos d’un fait ou d’un évènement de l’actualité récente, les articles ou les chroniques engagent une réflexion sur la signification qu’il revêt, assortie des commentaires qu’il est susceptible d’appeler. Articles et chroniques entendent ainsi ouvrir un débat, sinon prolonger ou enrichir une controverse. Plus d'une soixantaine d'auteurs invités ont publié dans cette rubrique.